# San Javier y Yacanto
San Javier y Yacanto es una localidad ubicada en el departamento San Javier, en la provincia de Córdoba, Argentina. Está constituida por dos poblados contiguos (San Javier y Yacanto) y tiene una población de 1634 habitantes según el censo provincial del año 2008. Se encuentra  en el Valle de Traslasierra, a 200 km de la ciudad de Córdoba cruzando el camino de las Altas Cumbres, y a 25 km de la ciudad de Villa Dolores, cabecera departamental. 
La localidad surgió a fines del siglo XIX, cuando los ingleses que construían el tendido del ferrocarril que concluye en Villa Dolores, eligieron este lugar para sus descansos.
Se accede por la ruta provincial N.º 14, camino de asfalto que transita desde Las Tapias, por San Javier, Yacanto, La Población, La Travesía, Luyaba y La Paz entre otros, hasta la Villa de Merlo, ciudad ubicada en la provincia de San Luis. Todo este recorrido es conocido como el camino "de la costa". 

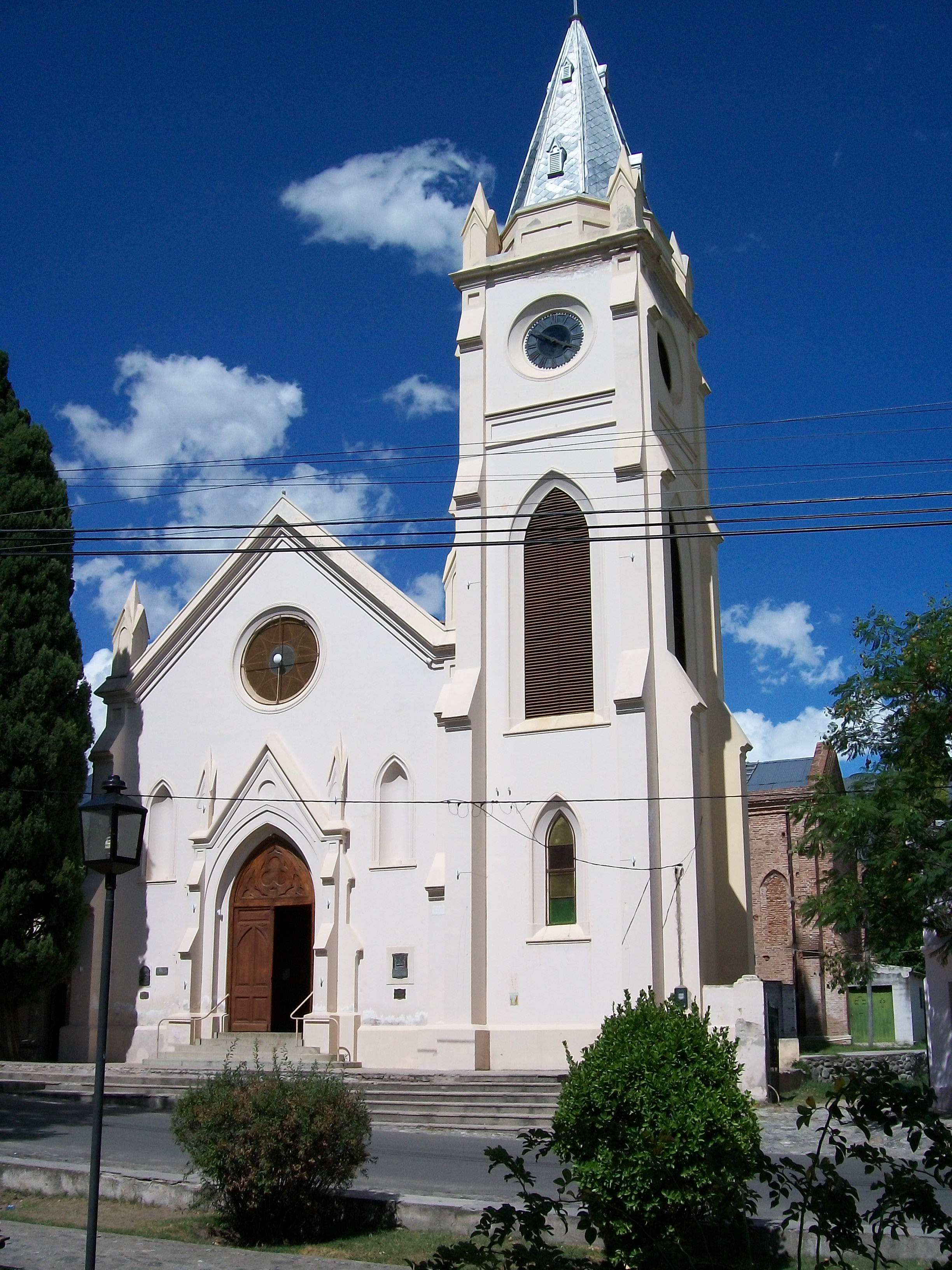
Iglesia de la localidad de San Javier.

La localidad se sitúa al pie de las Sierras Grandes, en cercanías del cerro Champaquí, lo que la convierte en un importante centro turístico. El paisaje natural está coronado por las imponentes laderas serranas, con numerosas quebradas; la presencia de bosque autóctono (con ejemplares de algarrobo, piquillín, tala y molle, entre otros); algunos arroyos de cauce pedregoso, y fauna local variada. 
El pueblo está adornado con clásicas casonas, muchas de estilo inglés; el balneario municipal en San Javier, y tradicionales hosterías. Se destacan la iglesia de San Francisco Javier, el camino de ascenso a la Quebrada del Tigre y Cerro Champaquí, y el Hotel Yacanto. Existen numerosos caminos secundarios y senderos para realizar paseos de montaña, de a pie o a caballo, en contacto directo con el bosque autóctono serrano y su fauna. En estos paseos es común encontrarse con viviendas de lugareños, pobladores serranos originarios del lugar.

## Historia
A principios del siglo XVI la estancia de Yacanto le fue otorgada a Don Miguel de Maldonado (por del gobernador de San Luis). Luego tomó posesión de ella Don José de Quevedo (alférez real) por el fallecimiento de su anterior dueño. En el siglo XVII, aquellas tierras quedan nuevamente sin dueño, lo que dio lugar a su división en 2 partes, una de ellas en el casco de la vieja propiedad cuyo nombre conservó y al norte se formó la Estancia de San Xavier. El capitán "Cristóbal" Barbosa, adquirió años más tarde en el remate público en 1717, la hacienda y Estancia de Yacanto, la cual estaba separada de la estancia de San Xavier por una cruz emplazada en el cauce de un arroyo seco llamado el Molle. Al norte de Cristóbal Barbosa, se estableció su primo Don Juan Luis Arias y Cabrera.
Juan Esteban Arias, heredó de su padre -Juan Luis Arias y Cabrera- la estancia de San Javier, en la que introdujo importantes mejoras, entre 1770 y 1790.
Pero fue a partir de la llegada del ferrocarril a la ciudad de Villa Dolores (fines del siglo XIX) que las autoridades inglesas, sueños del ferrocarril Pacífico, adquirieron el antiguo molino harinero ubicado en Yacanto como lugar de descanso, el que fue remodelado, ampliado y luego habilitado como hotel (hoy conocido como Hotel Yacanto) y así esta localidad empezó su crecimiento hasta hoy donde se convirtió en lugar de descanso y tranquilidad.

## Geografía

### Sismicidad
La sismicidad de la región de Córdoba es frecuente y de intensidad baja, y un silencio sísmico de terremotos medios a graves cada 30 años en áreas aleatorias. Sus últimas expresiones se produjeron:
- 22 de septiembre de 1908 (116 años), a las 17.00 UTC-3, con 6,5 Richter, escala de Mercalli VII; ubicación 30°30′0″S 64°30′0″O / -30.50000, -64.50000; profundidad: 100 km ; produjo daños en Deán Funes, Cruz del Eje y Soto, provincia de Córdoba, y en el sur de las provincias de Santiago del Estero, La Rioja y Catamarca[2]

- 16 de enero de 1947 (78 años), a las 2.37 UTC-3, con una magnitud aproximadamente de 5,5 en la escala de Richter (terremoto de Córdoba de 1947)[1]

- 28 de marzo de 1955 (70 años), a las 6.20 UTC-3 con 6,9 Richter: además de la gravedad física del fenómeno se unió el desconocimiento absoluto de la población a estos eventos recurrentes (terremoto de Villa Giardino de 1955)

- 7 de septiembre de 2004 (20 años), a las 8.53 UTC-3 con 4,1 Richter

- 25 de diciembre de 2009 (15 años), a las 21.42 UTC-3 con 4,0 Richter

Área de:
- Media sismicidad con 5,5 Richter, hace 78 años, otro de mayor cimbronazo hace 116 años por el terremoto de Cruz del Eje 1908 con 6,5 Richter

## Parroquias de la Iglesia católica en San Javier
| Diócesis  | Cruz del Eje         |
| --------- | -------------------- |
| Parroquia | San Francisco Javier |